# ذاكرة الوصول العشوائي الديناميكية المضمنة
ذاكرة الوصول العشوائي الديناميكية المضمنة (بالإنجليزية: embedded DRAM eDRAM)‏ وهو نوع من ذاكرة الوصول العشوائي الديناميكية المبنية على نظام مكثف. وهي تكون في العادة منضمة مع المعالج ولذا سمية المنضمة خلافا لذاكرة الوصول العشوائي الديناميكية و ذاكرة الوصول العشوائي الساكنة المستخدمة ذاكرة الوصول العشوائي الديناميكية. وإن ضم هذه الذاكرة إلى المعالج يؤمن منفذ معلومات أكبر وبذلك تصبح سرعة تدفق المعلومات أكبر ويصبح تكبير الذاكر سهلا. ولكن اختلاف تكنولوجيا التصنيع يجعل ضمهما في قطعة واحدة صعبة، ولذلك تصنع كل رقاقة على حدى ثم تضم في وحدة واحدة.